# Siergiej Kowalow (filolog)
Siergiej Kowalow (ur. 1965 w Mohylewie) – białoruski literaturoznawca, filolog, dr hab., profesor nadzwyczajny Instytutu Filologii Słowiańskiej Wydziału Humanistycznego Uniwersytetu Marii Curie-Skłodowskiej.

## Życiorys
Absolwent Białoruskiego Uniwersytetu Państwowego. Kontynuował doktoranckie studia w macierzystej uczelni, natomiast w 1991 uzyskał doktorat, 2002 habilitował się na podstawie oceny dorobku naukowego i pracy. W 2012 nadano mu tytuł profesora w zakresie nauk humanistycznych.
Piastuje stanowisko profesora nadzwyczajnego w Instytucie Filologii Słowiańskiej na Wydziale Humanistycznym Uniwersytetu Marii Curie-Skłodowskiej.